# وارلينكورت إكورت
وارلينكورت إكورت (بالفرنسية: Warlencourt-Eaucourt)‏ هي بلدية تقع في إقليم باد كاليه من منطقة نور با دو كاليه في شمال فرنسا. تبلغ مساحة هذه المدينة 3.71 (كم²)، وترتفع عن سطح البحر 106 م، يبلغ عدد سكانها 141 نسمة حسب إحصاء المعهد الوطني للإحصاء والدراسات الاقتصادية سنة 2009 م. وترأس Lucien Guise البلدية خلال فترة (2008-2014).